# Comundo (Suisse romande)
Comundo est une organisation non gouvernementale suisse qui pratique la coopération par l’échange de personnes (CEP). Elle encourage l'échange et la collaboration entre des personnes de différents continents, cultures et religions. En mettant des coopérants du Nord global à la disposition d'organisations partenaires du Sud global, en Afrique et en Amérique latine, son modèle de coopération encourage à la prise de conscience des interactions globales et à la coresponsabilité d'agir par des activités de formation, d'information et de sensibilisation en Suisse.

## Activités
La contribution de Comundo s'inscrit dans le cadre des Objectifs de développement durable (ODD) des Nations unies. Pour améliorer les conditions de vie des populations défavorisées, en mettant l'accent sur les enfants, les jeunes et les personnes âgées, Comundo se concentre sur les thèmes de l'éducation (ODD 4), de la sécurité alimentaire et des revenus dignes (ODD 2 et 8), des droits humains et de la démocratie (ODD 16), de l'amélioration des soins de santé (ODD 3), et de la protection de l'environnement et la lutte contre les changements climatiques (ODD 13).
Comundo compte sur des coopérants suisses ou locaux qui, par leur travail, soutiennent des organisations partenaires. En 2024, plus de 75 coopérants sont actifs dans sept pays: en Bolivie, en Colombie, au Kenya, en Namibie, au Nicaragua, au Pérou et en Zambie. 
Comundo est membre de l'association faîtière Unité, interlocutrice pour ses organisations membres auprès de la Suisse et de la DDC, sa Direction de la coopération au développement. La qualité et l'impact de ses prestations sont contrôlés chaque année par Unité sur mandat de la DDC. Comundo est en outre certifié par le label ZEWO et est membre associé d'Alliance Sud, centre suisse de compétences pour la coopération internationale et la politique de développement.

## Structure
Comundo est organisée en association, soutenue par des membres individuels et trois membres collectifs. Elle tire son financement de dons privés et institutionnels. La construction de l'alliance Comundo a commencé en 2013 avec Mission Bethlehem Immensee en Suisse alémanique, Inter-Agire au Tessin, et l'organisation romande E-Changer. Cette union des forces avait pour but d'accroître l'impact du travail effectué et de réduire les coûts de fonctionnement. E-Changer s'est retiré de l'alliance en 2016. En 2019, Interteam a rejoint Comundo. Le siège de l'organisation est situé à la RomeroHaus de Lucerne, également centre de formation et de conférences, qui porte le nom du théologien salvadorien de la libération et archevêque Óscar Arnulfo Romero, assassiné en 1980 et canonisé en 2018.
Un Conseil, présidé par Caroline Morel, est l'organe supérieur de l'association. En février 2024, la direction opérationnelle est assurée par M. Daniel Roduner. Comundo compte sur le soutien de trois personnalités suisses qui agissent en tant qu'ambassadeurs et ambassadrice de l'organisation. Il s'agit de Röbi Koller (de) pour la Suisse allemande, Yoann Provenzano pour la Suisse romande, et Nina Dimitri (it) pour la Suisse italienne.